# 地区艺术博物馆

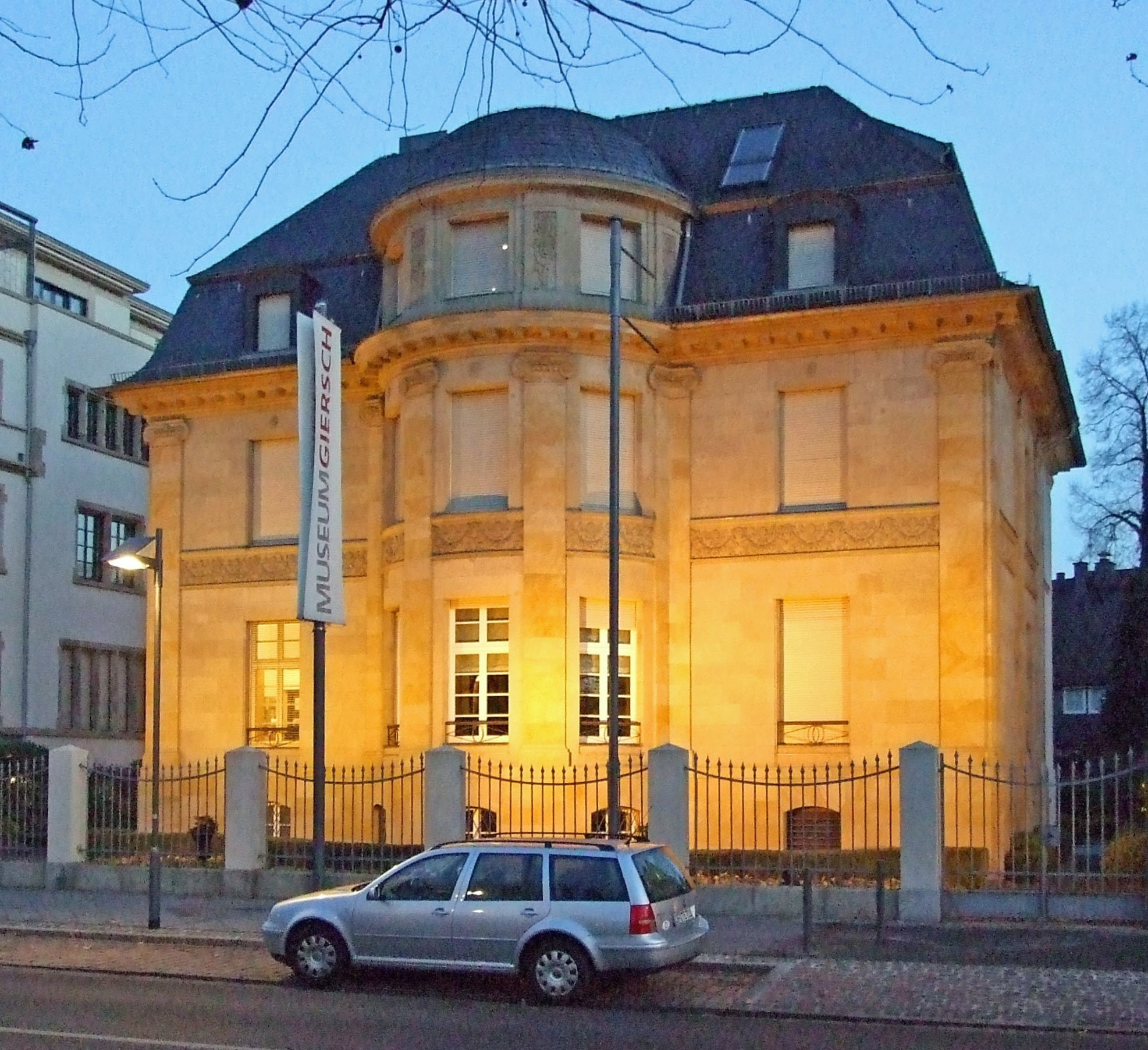
地区艺术博物馆

地区艺术博物馆（Museum Giersch）是德国法兰克福的一个美术馆，位于美因河南岸萨克森豪森区的绍美因凯的一座新古典主义建筑，在法兰克福博物馆岸地区。
博物馆成立于2000年，展出萊茵-美茵地区的艺术和文化史，旨在提升该地区的文化认同。 展品范围涵盖绘画，摄影，雕塑和图形艺术, 以及建筑和应用艺术。
博物馆建筑建于1910年，属于菲利普·霍尔兹曼公司，是萨克森豪森区少数保存下来的河滨别墅之一。博物馆的运营商，成立于1994年的基尔希基金会(Stiftung Giersch)负责修复了别墅，并将其改建为展览场地。